# Kapitány István
Kapitány István (Balmazújváros, 1929. november 23. – Párizs, 1962. november 23.) magyar repülőgép-vezető, Malév-főpilóta.

## Életpálya
1950-ben került a Malév elődjéhez, a Maszovlethez, 1953-tól volt a Malév első főpilótája. Szakszolgálati engedélye Li–2, Il–14 és Il–18 típusú repülőgépekre volt.
1962. november 23-án a Paris-Le Bourget-i repülőtérre tartó HA-MOD jelzésű Il–18V leszállás közben Roissy-en-France község mellett, fokozott jegesedés okozta átesés miatt lezuhant. A katasztrófának 21 áldozata volt, 13 utas, valamint a nyolcfős személyzet: Kapitány István (33 éves), Fenesi János (30) másodpilóta, Koleszár János (30) navigátor, Szűcs Gyula (29) rádiós, Gadácsi János (40) hajózószerelő, Bancsi István (31) hajózószerelő gyakornok, továbbá Ferenc Júlia (24) és Latabár Mária (20) légiutas-kísérők. A katasztrófáig Kapitány István több, mint tízezer órát repült, ebből 1318-at Il–18-ason.
Kapitány István nős volt, Budapest XIII. kerületi lakos.

## Sporteredmények
1955 májusában egy Malév utasszállító gép irányításával nyújtott segítséget, a Magyar Honvédelmi Szövetség hét ejtőernyős sportolójának 6270 méteres magasságból történő ejtőernyős ugrásához.
1962. május 5-én az Il–14-es Malév szállító repülőgép vezetőjeként 8070 méter magasságba emelkedett, hogy elősegítse a magyar ejtőernyősök hazai csúcsbeállító csapat sporteredményét. A végrehajtott magassági csúcsbeállítás 8070 méter volt (-45 C fok), amivel megdöntötték az addigi magassági rekordnak számító 6270 métert. Magyarországon egyedülálló teljesítmény, amit 2012-ig nem döntöttek meg. 

## Külső hivatkozások
- Kapitány István. aeronews.hu. [2009. június 14-i dátummal az eredetiből archiválva]. (Hozzáférés: 2012. május 5.)
- Kovács György. szon.hu. [2012. május 26-i dátummal az eredetiből archiválva]. (Hozzáférés: 2012. május 5.)